# ミッキー大野
ミッキー大野（ミッキーおおの、本名：大野 徳行、1955年10月9日 - ）は、日本のシンガーソングライター、ラジオパーソナリティ。
宮崎市のフォークバー『フォークビレッジ』オーナー。

## 略歴
宮崎県北諸県郡高城町生まれ。宮崎市田野町で育つ。宮崎市立田野中学校、宮崎県立宮崎工業高等学校を経て、駒澤大学を卒業。

## 音楽
ジャンルはフォークソング、フォークロック、カントリー、ニューミュージック。自ら作詞・作曲を手がけ、ボーカル、ギター、ハーモニカを担当。アルバムとして、『夢、独り追い続け』、『Country Taste』、『便り俺元気(ベスト版)』、『遠い憧憬(あこがれ)』。シングルとして、『ニシタチRainy Blues』、『みやざきのお酒の唄』、『ふるさとの山』がある。

## 主な活動
- 1999年3月より、宮崎サンシャインエフエムで『ミッキーのフォークビレッジ』を担当。2023年7月現在、24年間以上続く長寿番組となっている。[2]
- 2012年2月、インド、コルカタの日本総領事館からの招聘で、日印国交樹立60周年記念イベントに出演。
- 24時間テレビ 「愛は地球を救う」内イベントとして『フォークソングカフェ』（テレビ宮崎主催）の総合プロデュースを務める（2006年から2017年）。
- 宮崎市の宮交シティアポロの泉で『ミッキーの昭和なフォークライブ』（2008年から2019年）。
- 宮崎山形屋四季ふれあいモールで『ミッキー大野アコースティックライヴ』(2008年から2017年)。

## 定期ライブとゲスト
フォークビレッジに出演したアーティストとして、常富喜雄、いわさききょうこ、内山修、石山恵三、青木まり子、工藤忠、十輝、四角佳子、井上ともやす、大塚郷など。